# Potnjani
Potnjani – wieś w Chorwacji, w żupanii osijecko-barańskiej, w gminie Drenje. W 2011 roku liczyła 497 mieszkańców.